# En Hustru med Pressens Hjælp
En Hustru med Pressens Hjælp er en amerikansk stumfilm fra 1916 af John Emerson.

## Medvirkende
- Douglas Fairbanks som Pete Prindle.
- Clarence Handyside som Proteus Prindle.
- Rene Boucicault som Pansy Prindle.
- Jean Temple som Pearl Prindle.
- Charles Butler som Cassius Cadwalader.